# Опаренюк Віктор Іванович
Віктор Іванович Опаренюк (нар. 23 березня 1969) — радянський та український футболіст, захисник та півзахисник.

## Життєпис
Кар'єру розпочинав у «Ниві» з міста Вінниця. Далі грав за київський СКА. Погравши в аматорському клубі «Поділля» з Кирнасівка він повернувся в «Ниву». Після розпаду СРСР грав за аматорський клуб «Керамік» і «Поділля». У 1995 році перейшов в російський клуб «Жемчужина» з Сочі, за яку єдину гру в чемпіонаті Росії провів 22 липня того року в домашньому матчі 17-го туру проти московського «Торпедо», вийшовши зі стартових хвилин і будучи заміненим на 28-ій хвилині на В'ячеслава Проценко. Також у 1995 році грав за «Волгар-Газпром». У 1996 році повернувся в Україну, де виступав за «Кристал» з Чорткова. У 1997 році провів 14 матчів за карагандинський «Шахтар-Іспат-Кармет» в чемпіонаті Казахстану. У 1998 році грав за «Хімік» зі Степногорська. Далі грав в аматорському клубі з Німеччини. Професійну кар'єру завершив у «Ниві».